# 捷利曼·伊斯梅洛夫
捷利曼·伊斯梅洛夫(Telman Ismailov)，阿塞拜疆或俄罗斯商人，AST集团的主席。他所建立的切尔基佐沃市场现在有近20亿美元的中国货物被以走私为名扣留。为犹太人目前财产近70亿美元